# Terinos udaios
Terinos udaios är en fjärilsart som beskrevs av Hans Fruhstorfer 1906. Terinos udaios ingår i släktet Terinos och familjen praktfjärilar. Inga underarter finns listade i Catalogue of Life.